# Alto Chicamocha
El Alto Chicamocha es la parte alta de la cuenca del río Chicamocha, subregión ubicada en el oriente del departamento de Boyacá (Colombia), en medio de la Cordillera Oriental de los Andes. El Alto Chicamocha lo conforman los municipios de Tunja, Cómbita, Oicatá, Tuta, Sotaquirá, Paipa. Duitama, Santa Rosa de Viterbo, Tibasosa. Nobsa, Sogamoso, Firavitoba e Iza. El Alto Chicamocha se puede dividir en las siguientes zonas geográficas:
- El nacimiento del río Chicamocha por la confluencia del río Tuta que nace en la población del mismo nombre y del río Jordán que nace en el occidente de Tunja pasando por Cómbita y Oicatá.[3]
- El valle que conforman Tuta y Sotaquirá.
- El valle que conforman Duitama y Paipa.
- El valle que conforman Tibasosa, Nobsa y la vereda de Cuche ubicada en Santa Rosa de Viterbo.
- El valle que conforman Sogamoso, Firavitoba e Iza.

## Geografía, clima y recursos naturales

### Aspectos bióticos

Vista del Alto Chicamocha desde el Lago Sochagota, Paipa.

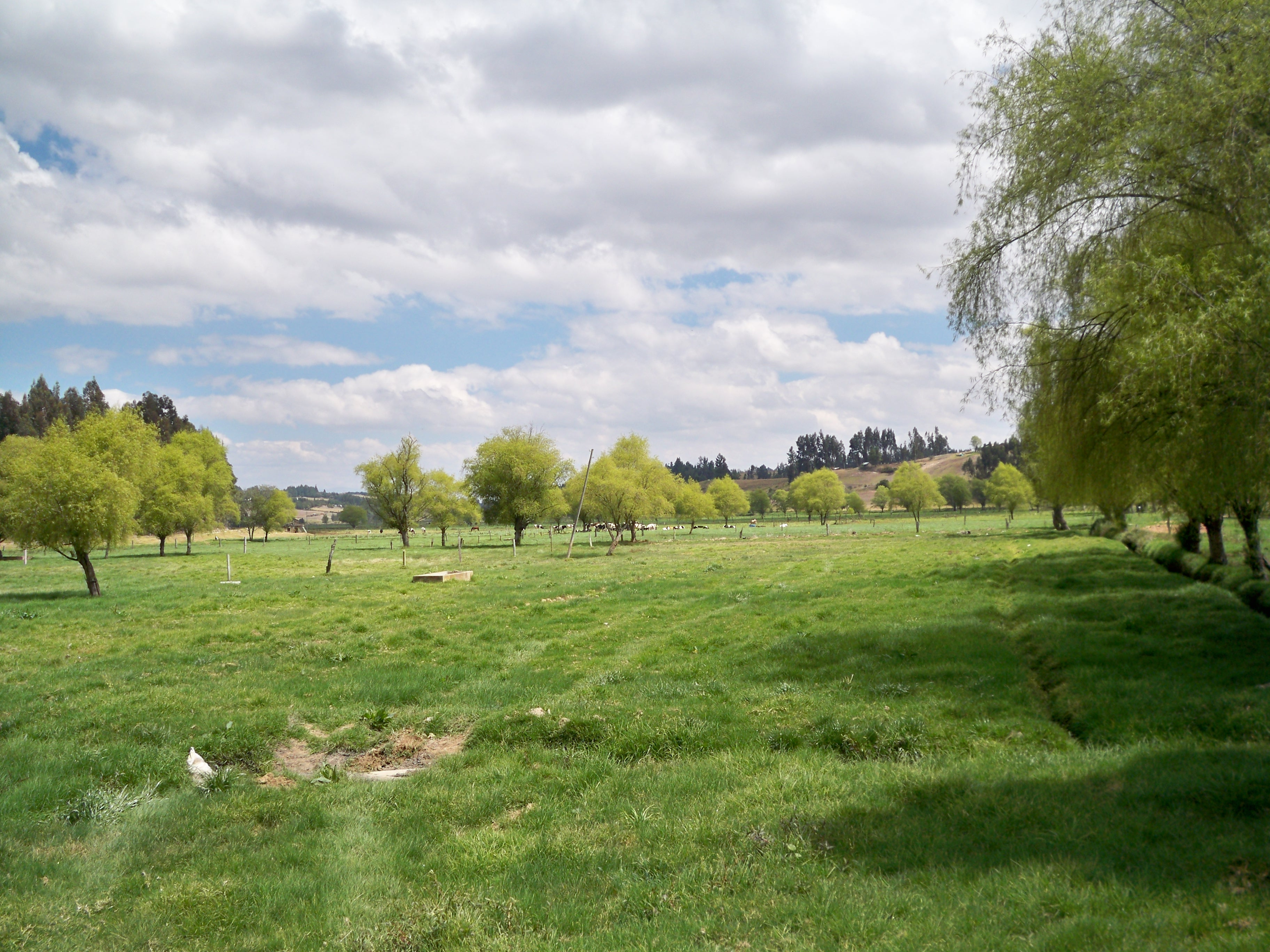
Paso de río chicamocha por Oicatá

En la mayor parte del Alto Chicamocha, la vegetación se ha transformado casi en su totalidad, debido al predominio del minifundio y a la sobreexplotación de las tierras por la ganadería, la agricultura y la minería. Sin embargo, en las montañas que rodean al valle todavía se encuentran algunos relictos de bosques donde las principales especies presentes son: aliso, ensenillo, arrayán, cucharo, raque, juco, tumo esmerado, cordoncillo, cucubo, mora, siro, chilco, bejuco pencoso y curuba nativa. De unos años a esta época, los cultivos de pinos y eucaliptos han reemplazado a muchas de las especies nativas, provocando una alteración seria y profunda de los sistemas hídricos que enriquecían los caudales de quebradas y ríos nacidos en la alta montaña.
En el Alto Chicamocha los ecosistemas son múltiples y están dominados por los terrestres, luego los acuáticos como lagunillas, charcas, humedales, quebradas y ríos.

### Páramos

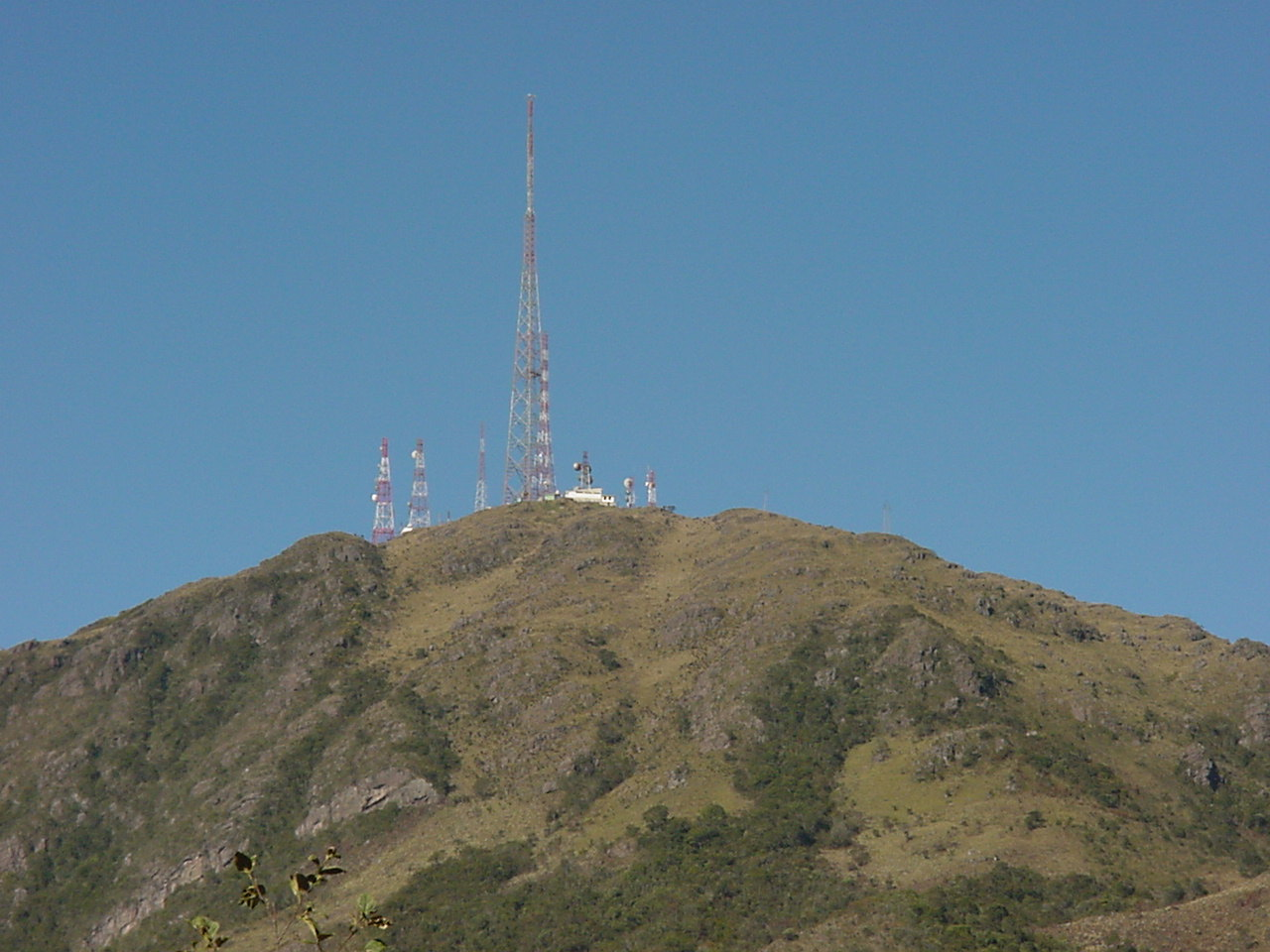
Páramo de La Rusia, Duitama.

Se considera que la flora de los páramos ha tenido un doble origen. De una parte, están los elementos extra tropicales tanto australes como boreales, preadaptados a las bajas temperaturas y, de la otra, están los elementos de origen tropical originados en los pisos mesotérmicos de la media montaña tropical adaptados a las bajas temperaturas.
La vida animal en los páramos depende de los alimentos, las condiciones climáticas y de los substratos habitados por animales. En los páramos la fauna es menos variada y rica; no obstante, los animales se desplazan y buscan condiciones favorables.Para su Reserva.
Algunos páramos importantes que podemos encontrar en las montañas que rodean al valle son:
- Páramo de Roro Viejo
- Páramo Pan de Azúcar.
- Páramo de La Rusia.
- Páramo de Siscunsí.
- Páramo de Ruruscu
- Páramo de Lulartegonmianda
- Páramo de Lulo picho
- Páramo de Singordur
- Páramo de Holgazan

### Fauna
La zona andina y las áreas de páramo son un escenario único de corredor de diversidad animal que sostiene un alto número de especies de la fauna silvestre y es así que encontramos: Azulejos, Águila Negra, Búhos, Mirla negra, Mieleros, Mirlas, Carpinteros, Cucaracheros, Colibríes, Gorriones, Currucutus, Copetones o Gorriones, Garzas Reales, Fruteros, Gavilanes, Golondrinas, Chisgas, Palomas, Patos, Perdices, Toches, Torcazas, Guaras, etc. Entre los reptiles tenemos al lagarto, lagartija, serpiente bejuca, y la culebra. De mamíferos: Fara o Chucha mantequera, Zorro, Comadreja, Conejo, Murciélago, Runchas y la Rata. De mamíferos y aves extintos: Oso de Anteojos, Tinajo, Venado cola blanca, Armadillo. Borugo, Tigrillo, Águila, Pava y El Cóndor.
A pesar de la pérdida de caudales y la contaminación de los cauces sobreviven aún algunas especies de anfibios, como: ranas diferentes, salamandras y sapos. En las aguas de las quebradas y ríos existieron varias especies de peces hoy extinguidos.

### Flora
Se pueden encontrar diversas especies vegetales como: Fique, Aliso, Salvio, Tuna o penco, Dividivi, Arboloco, Cortadera, Cañabrava, Junco, Sietecueros, Mortiño, Zarzamora, Cerezo, Lenguavaca, gurrubo, etc. se presenta vegetación exótica en los bordes de ríos y colinas que son utilizados como cercas vivas, como sauces, ciprés, roble, tabe, urapanes acacias, eucalipto y pino. Estos dos últimos, se consideran altamente perjudiciales para la conservación de los recursos hídricos, especialmente para ríos, quebradas y nacederos de agua.
En los bosques húmedos montañosos bajos, se hallan: Patagallina, Espinos, Uña de Gato, Brazo de Tigre, Arboloco, Chico, Auyamo, Granizo, Carbonero, Gaque, Ají, Palo Blanco, Angelito, Tuno, Arrayán, Mortiño, Borrachero, Canelo de páramo, etc. En las zonas de páramo encontramos: Pajas, Frailejón, Arnica, Romero, Orejas de oso, etc.
Dentro del inventario general de la vegetación podemos nombrar. Helechos, Cilantrillo, Cola caballo, Hierba, Lianas, Candelero, Bejuco, Espino de Oro, Aliso, Cardón, Quiche, Dividivi, Zarcillejo, Garrancho, Penco - Tuna, Hauyamo, Viravira, Paico, Sanalotodo, Margarita, Granizo, Frailejón, Romero, Chicoria, Gamuzo, Diente de león, Chupa huevo, Cortadera, Estrella, Raque, Pegamosco, Uva de Monte, Roda monte, Pinito, Trompetillo, Drago, Mangle, Trébol, Carretón, Pegapega, Duraznillo, Chusque, Kikuyo, Lunaria, Junco, Matapalo, Injerto, Sietecueros, Tuno, Cucharo, Arrayán, Orquídea, Curaba, Planten, Barbasco, Fresa, Mortiño, Mora, Lulo, Yerba mora, Oreja de ratón, Chipaca, Junco, Valeriana, etc.
También se encuentran hierbas medicinales, ornamentales y aromáticas como: Borraja, Sauco, Papayuela, Paico, Manzanilla, Ajenjo, Caléndula, Viravira, Higuerilla, Mejorana, Tomillo, Menta, Yerbabuena, Toronjil, Llantén, Granado, Uchuba, Apio, Perejil, Cilantro, Hinojo, Borrachero, Eneldo, Ortiga, Valeriana, Cidrón, Sanguinaria, Verbena, etc. De las plantas ornamentales se puede nombrar, entre otras, las siguientes: Quiche, Begonia, Teresitas, Sietecueros, Clavitos, Chulco, Orquídea, Suches, Arboloco, Raque, Borrachero, etc.

## Infraestructura

### Distrito de riego del Alto Chicamocha

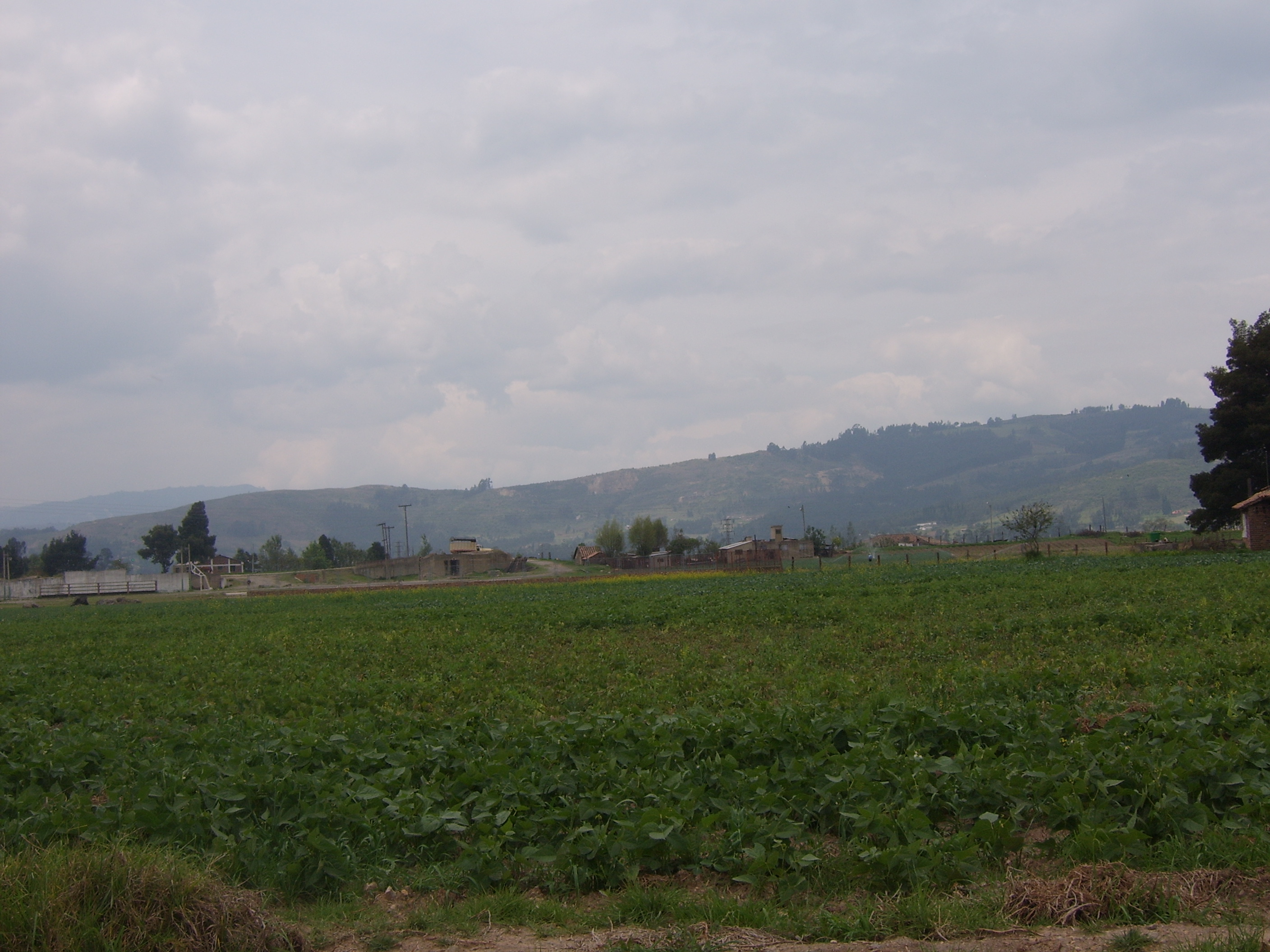
Agricultura en el Alto Chicamocha, Nobsa.

Para aprovechar el potencial agrícola del Alto Chicamocha, en 1998 se construyó el Distrito de Riego y Drenaje del Alto Chicamocha, cuyo objetivo era dotar a los valles del Alto Chicamocha de un gran sistema de riego y drenaje para transformar la vocación poco productiva que se tenía en el valle (donde predominaba la ganadería semi-intensiva) a un esquema de agricultura extensiva, proyectada principalmente hacia la producción de frutas y hortalizas. A este distrito de riego lo abastecen las aguas provenientes de la represa de La Copa, en Toca, la cual fue construida para este proyecto. El distrito de riego y drenaje tiene un campo de acción de 9332 ha y está valorado en 2.741 millones de pesos.
Sin embargo, no se ha logrado cumplir con el objetivo de dotar al Alto Chicamocha de grandes sembradíos de hortalizas y frutas, debido a diversos factores como la falta de capacitación a los cultivadores sobre un adecuado aprovechamiento del sistema de riego y drenaje, la carencia de organización en la poscosecha y la comercialización, entre otros.

## Área Metropolitana del Alto Chicamocha
El Área metropolitana del Alto Chicamocha es un proyecto de organización urbana, ubicado en el centro del departamento de Boyacá y conformado por los municipios de Paipa, Duitama, Sogamoso, Nobsa y Firavitoba. Se convertiría en una de las regiones más prosperas del país. Es la región de mayor movimiento en el Departamento, ya que concentra la mayor actividad económica, comercial e industrial de Boyacá, además es la zona más densamente poblada del Departamento. Contaría con cerca de 320.000 habitantes.